# New York Mirror

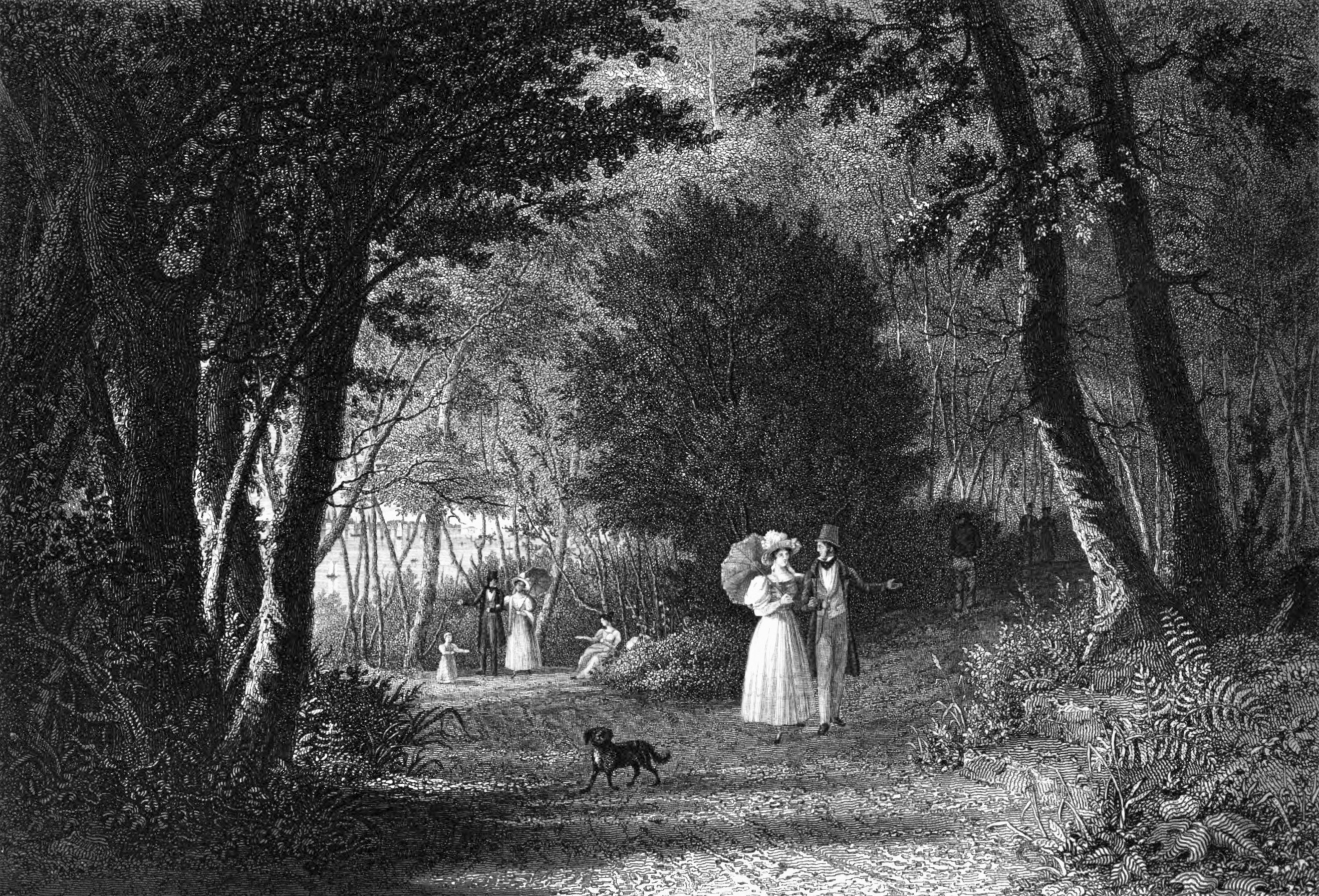
Gravure de James Smillie (1807–1885) d’une peinture de Robert W. Weir, publiée dans le Mirror.

The New-York Mirror est un hebdomadaire publié à New York de 1823 à 1842, puis un quotidien rebaptisé : The Evening Mirror de 1844 à 1898.

## Histoire
Le Mirror a été fondé par George Pope Morris et Samuel Woodworth en août 1823. Cet hebdomadaire traite des arts et de la littérature, en plus des informations locales. Les ventes baissent dans les années 1840, jusqu'à l'arrêt du titre en 1842. En 1843, Morris s'associe avec le populaire auteur Nathaniel Parker Willis pour réorganiser l'entreprise et relancer en commun le journal sous le titre : The Evening Mirror.
Durant ces deux périodes, le journal a employé un grand nombre de figures littéraires de l'époque. Edgar Allan Poe y a occupé les fonctions de critique jusqu'en février 1845. Dans son numéro de 29 janvier 1845, le Mirror publie Le Corbeau, poème de Poe alors inédit. Dans son introduction au poème, Willis le décrit comme « inégalée dans la poésie anglaise par sa conception subtile, l'ingéniosité magistrale de sa versification et son élévation imaginative cohérente, soutenue... Il demeurera gravé dans la mémoire de chacun de ceux qui le lisent ». Willis et Morris abandonnent la publication en 1846.
Après Willis, le journal est édité par Hiram Fuller, un ennemi signalé de Poe. Celui-ci fait paraître les attaques de Charles Frederick Briggs et de Thomas Dunn English contre Poe en mai et juin 1846. Une lettre imprimée par le Mirror le 23 juillet 1846 conduit Poe à poursuivre le journal pour diffamation. La justice lui donne raison et condamne le journal à 225 dollars et 6 cents de dédommagement, ainsi que  101 dollars et 42 cents en frais de jusitce.

## Source
- (en) Cet article est partiellement ou en totalité issu de l’article de Wikipédia en anglais intitulé « New York Mirror » (voir la liste des auteurs).